# Liste des bateaux étrangers inscrits à Brest 2016
Liste, non exhaustive, des bateaux étrangers inscrits aux Fêtes maritimes internationales de Brest 2016 en rade de Brest et Douarnenez (parade du dernier jour) du 13 au 19 juillet. D'après la liste officielle de la société organisatrice Brest Evenement Nautique.

## Allemagne
| - Dagmar Aaen : cotre - 24 m - (1931) - Ernestine : sloop - 23 m - (1899) - Funkes Sarg : - 7 m - (1980) - Gwennanen : - 5 m - ( ? ) - Hug Maru : sloop marconi - 10,60 m - (1966) - Molin : yawl marconi - 13 m - (1930) - Ragna : drakkar (réplique) - 10 m - (2010) - Rosinante : sloop marconi - 8,4 m - (1947) - Sausebraus : sloop marconi - 5,85 m - (1959) - Regina Maris : goélette à trois mats - 43 m - (1970) |

## Angleterre
| - Aeolus : cotre - 17,3 m - (1904) - Alchemist : sloop - 18,3 m - (1978) - Alert of Fowey : lougre - 21 m - (2007) - Amelie Rose : pilot-cutter (réplique) - 24 m - (2009) - Amokura : yawl - 16,20 m - (1939) - Anna Ellidi : cotre - 15,80 m - (1912) - Ardeola : Yacht à moteur - 16,5 m - (1935) - Barnabas : lougre (cornish mackerel) - 12 m - (1881) - Bessie Ellen : ketch - 36 m - (1904) - Black Diamond : pilot-cutter (réplique) - 9,10 m - (1980) - Clarion of Wight : sloop marconi - 13,2 m - (1903) - Clio Marie : yawl - 19 m - (1985) - Down Lady : sloop marconi - 9,75 m - (1960) - Dehra : - 12,2 m - (1946) - Deirche : cotre - 10 m - (1935) - Eve of St Mawes : réplique de cotre-pilote - 15,2 m - (1997) - Flower of Caithness : goélette - 16 m - (1997) - Freya : ketch - 18 m - (1943) - Gladys : lougre - 22 m - (1901) - Grace : cotre - 13,4 m - (1977) - Grayhound : lougre - 32,9 m - (2012) | - Harbinger : cotre - 15 m - (1917) - Hardy : cotre - 18 m - (1910) - Huff of Arklow : yacht (flying 30') - 13,6 m - (1951) - High Barbaree : cornish crabber - 11,8 m - (2001) - Irene of Bridgewater : cotre - 34 m - (1907) - Island Swift : cotre - 12,5 m - (1998) - Jaunty : sloop - 7,9 m - (1960) - Kan an Mor : - 14 m - (1989) - Kaskelot : trois-mâts barque - 46,5 m - (1948) - Keewaydin : ketch - 26 m - (1913) - Lassie of Chester : cotre - 11 m - (1937) - Leader : ketch (Brixham trawler) - 29 m - (1892) - Lilian (of Stockholm) : motor yacht - 30 m - (1916) - Lola of Skagen : cotre aurique - 22,3 m - (1919) - Louie Wills : yawl - 12 m - (1900) - Marie Claude : cotre-pilote (replique) - 18 m - (1996) - Maryann 2 : yacht - 20 m - (1938) - Mascotte : cotre-pilote 22,5 m - (1904) - Mavis : Yole - 9 m - (1961) - Merlin of Falmouth : pilot-cutter - 19,5 m - (2010) - Nanouk : misainier (Fr. Vivier) - 4,3 m - ( ? ) | - Oniros : lifeboat - 14 m - (1938) - Our Boys (FY221) : lougre de cornouailles - 22 m - (1904) - Pilgrim of Brixham : ketch - 22,7 m - (1895) - Provident of Brixham : ketch - 29 m - (1924) - Random : cotre - 11 m - (1930) - ReBelle : goélette - 25 m - (2010) - Sibyl of Cumae : yacht classique - 15,5 m - (1902) - Sharifa : ketch - 14,50 m - (1979) - Snowdrop : lougre - 18 m - (1925) - South Star : scottish trawler - 22 m - (1947) - Spirit of Mystery : réplique de lougre - 18 m - (2008) - Valiant (P189) : cotre - 10 m - (1937) - Velsia : cotre (plan Archer) - 13 m - (1890) - Victoria : cotre - 8,5 m - (1997) - Vivona : sloop marconi - 11,30 m - (1974) - Wild Rival : sloop - 10,4 m - (1971) - Windweaver : ketch - 13,6 m - (1964) - Yseult : cotre-pilote (replique) - 18 m - (1996) - Zeb : ketch - 13 m - (1964) |

## Argentine
- ARA Libertad : trois-mâts carré - 103,70 m - (1956)

## Belgique
- Kanayou : cotre aurique - 9,90 m - (1951)
- La Louve : cotre aurique - 6,40 m - (1964)
- Ocean Addict :  - 14 m - (2003)
- Oze: ketch marconi - 13,20 m - (1962)
- Romarin : sloop marconi - 11 m - (1978)
- Spielerei : dinghy pirate - 5,3 m - (1958)
- Wanda of TW : lougre - 26 m - (1966)

## Brésil
- Mucuripe : sloop marconi - 6,5 m - (2004)
- Pirata : Jangada - 6,5 m - (2004)

## Danemark
- Gulden Leeuw : goélette à trois mâts et huniers - 70 m - (1937)

## Écosse
- Maya : cotre au tiers - 9 m - (1988)
- Swn Y Mor : cotre - 16 m - (1936)
- Tantina III : sloop marconi - 9,4 m - (1961)

## Espagne
- Nao Victoria : caraque - 28 m - (1992)
- Saltillo [26] : ketch (voilier-école) - 26 m - (1932)
- San Andrés y Animas : voile latine  - 7 m - (2007)
- Xérina : voile latine - 5,40 m - (1996)

## États-Unis
- Jude : ketch - 10 m - (1964)
- Nada : sloop - 8,5 m - (1990)

## Finlande
- Cyrrus : yawl au tiers - 9,6 m - (1938)
- Joanna Saturna : goélette - 34 m - (1903)

## Irlande
- Dhan Chaochajin :  currach - 6,7 m - (2012)
- Thrair Dhan ChaoChajin : currach - 5,7 m - (2011)
- Ros Ailither : cotre à tapecul - 19 m - (1954)

## Italie
- Angé : cotre - 8 m - (1954)
- I due Fratelli : voile latine - 4 m - (1928)
- Ilaria : voile latine - 16,6 m - (1967)
- Lallo : voile latine - 3,95 m - (1940)
- Nonnastro : voile latine - 5,9 m - (1955)
- Oblio : misainier - 6,6 m - ( ? )
- Santa Rosa : voile latine - 8,8 m - (1950)

## Japon
- Sabani :  - 7,7 m - (2013)

## Luxembourg
- Margarethe : yawl marconi - 7,7 m - (2013)

## Mexique
- Cuauhtémoc : trois-mâts barque - 90 m - (1982)

## Pays-Bas
| - Abel Tasman : goélette - 40 m - (1913) - Artémis : trois-mâts - 59 m - (1926) - Avatar : goélette à huniers - 34,50 m - (1941) - Blauw Blauw : sloop marconi - 9,10 m - (1970) - Bluebell : cotre aurique - 11 m - (1990) - Brandaen : cotre pilote (réplique) - 22 m - (1980) - De Gallant : goélette - 37 m - (1916) - Dulle Griet : ketch marconi - 13,7 m - (1975) - Europa : trois-mâts barque - 56,5 m - (1911) - Elbe: remorqueur - ? - (1957) - Eva Kristina : ? - 17,5 m - (1992) - Hendrika Bartelds : trois-mâts goélette - 49 m - (1917) - Iris : ketch - 36 m - (1916) - Jantje : brick-goélette - 28 m - (1930) - JR Tolkien : goélette à hunier - 42 m - (1964) - Jan Bank : cotre aurique - 8,8 m - (2014) - Kamper Kogge : réplique de cogue - 21,6 m - (2005) - Loth Loriën : Goélette à trois mâts - 48 m - (1907) | - Magic : sloop - 18,75 m - (1982) - Mercedes : brick - 50 m - (1958) - Morgaine : cotre - 14,5 m - (1987) - Oosterschelde : Goélette à trois mâts - 50 m - (1918) - Pedro Doncker : trois-mâts goélette - 42 m - (1974) - Quadrifoglio : sloop aurique - 6,5 m - ( ? ) - Stad Amsterdam : clipper trois-mâts carré - 76 m - (2000) - Stortemelk : goelette - 45 m - (1961) - Swaensborgh : goélette - 40 m - (1907) - Thalassa : trois-mâts goélette - 50 m - (1980) - Twister : goélette - 29 m - (1968) - Uitvlucht : sloop houari - 5 m - (1994) - Windbreker : cotre - 16,5 m - (1994) - Wishbone III : ketch - 13 m - (1977) - Wylde Swan : Goélette à hunier - 62 m - (1920) - Zephyr : goélette - 36 m - (1931) - Zuiderzee : goélette - 31 m - (1909) |

## Pays de Galles
- Cariad : cotre-pilote de Cardiff - 16,5 m - (1904)
- Happy Quest : cotre aurique - 12,5 m - (1987)
- Misty Blue : ? - 6,5 m - (2006)
- Razorbill : lougre - 9,5 m - (2015)
- Twilight : cotre - 10,6 m - (1961)

## Pologne
- Kapitan Borchardt : Goélette à trois mâts - 45 m - (1918)

## Portugal
- Creoula : quatre-mâts goélette - 67 m - (1937)
- Estou de Volta : misainier - 10 m - ( ? )
- Pé Leve : misainier - 3,8 m - (1900)
- Sao Joao : misainier - 4,8 m - (1981)
- Santa Maria Manuela : goélette à quatre-mâts - 67 m - (1937)
- Senhor dos Aflitos : voile latine - 5 m - ( ? )

## Russie
- Krusenstern : quatre-mâts barque - 114,5 m - (1926)
- Sedov : quatre-mâts barque - 117,5 m - (1921) Touché par une avarie technique, le Sedov est retenu en Russie et ne peut finalement pas être présent aux fêtes maritimes de Brest 2016.[28]
- Shtandart : Trois-mâts carré (réplique frégate russe) - 34,5 m - (1999)
- Smarag : plaisance - 9,85 m - (1971)

## Suède
- Troubadour : cotre - 19,5 m - (1925)

## Suisse
- Aurore : canot misainier (F.Vivier) - 5,30 m - (2004)
- Big Foot : côtre aviron - 4,5 m - (1995)
- Britania III : yawl - 10 m - (1950)
- Helena 1913 : ketch - 18 m - (1913)
- Intipunku : sloop - 5,5 m - (1964)
- Phoebus [29]: voilier de régate (Lac Léman) - 13,5 m - (1903)
- Tibilou : yawl - 5,4 m - (1995)

## Tunisie
- Jasmin : voile latine - 5,9 m - (2011)

## Ukraine
- Anna Yaroslavna : sloop - 12 m - (2012)
- Presviata Pokrova [30]: galère - 20,50 m - (1991)

## Vanuatu
- Lun-II : ketch - 25,6 m - (1914)
- Nordlys : ketch - 25 m - (1873)